# 交通部苏州电报电话局旧址
交通部苏州电报电话局旧址，位于江苏省苏州市姑苏区闾邱坊巷21号。建于民国，为苏州市文物保护单位。

## 历史
1881年，盛宣怀创办苏州电报分局，是中国最早开办的地方电报局之一。1912年中华民国成立后隶属交通部管理。局址在阊门天库前。
1898年，湖南人马伯亥在苏州开出首家电话公司，提供电话业务，是中国最早开通电话的城市之一。清政府在1905年成立苏州电话局。1914年隶属交通部管理。局址原在天库前，1923年迁至闾邱坊巷。
1934年，交通部将苏州的电报与电话二局合并，形成苏州电报电话局，在全国为首试。后机构改名为苏州电信局。新中国成立后与邮政合并为苏州邮电局，至1998年再分拆为苏州邮政局与苏州电信局。
苏州的电报与电话通信业务，在清末及民国时期处全国先列。电报局、电话局均开办较早，提供服务规模较大，在全国业界具有一定的影响力。
交通部苏州电报电话局旧址建成于1923年，为砖混结构二层城堡式建筑，青砖外墙。南侧设有门厅，列4根罗马柱，上有露台。北侧有雕花拱券门，楼顶饰有“苏州邮政局”字样。内部分为办公室、机房等。